# Andy Johnson
Andrew "Andy" Johnson, född 10 februari 1981, är en engelsk fotbollsspelare.
Under sina fyra säsonger i Crystal Palace gjorde han 74 mål på 140 matcher. Säsongen 2003/04, då Crystal Palace gick upp i Premier League, vann han skytteligan i den engelska andradivisionen The Championship med 32 gjorda mål. Säsongen 2004/2005 blev han den engelsman som gjorde flest mål i Premier League med 21 mål, trots att Crystal Palace den säsongen åkte ur ligan.
I maj 2006 värvades Johnson av Everton från Crystal Palace för 8,6 miljoner pund. Han gjorde under sin första säsong i Everton 11 mål på 32 matcher. Johnson har även gjort sju landskamper för engelska landslaget. Han har även ett rykte om sig att falla lätt, något som Evertons manager David Moyes gärna bestrider, och Moyes har även fått medhåll från det engelska domarförbundet efter att ha bett dem videogranska ett antal situationer.